# Кларк (округ, Невада)
Округ Кларк (англ. Clark County) — округ, расположенный в южной части штата Невада. Население округа по данным переписи 2000 года составляло 1 375 765 человек, по данным статистики за 2008 год число жителей округа достигло 1 996 542 человек.
Округ Кларк является самым густонаселённым округом штата Невада и включает в себя самый большой город штата Лас-Вегас, являющийся столицей округа с даты его создания 5 февраля 1908 года. Территория округа Кларк была образована из земель округа Линкольн (Невада) и округа Пайют (Территория Аризона). Созданный округ получил своё название в честь медного магната и сенатора США из Монтаны Уильяма Эндрюса Кларка. Кларк в основном отвечал за работы по строительству «Железной дороги Лос-Анджелес — Солт-Лейк-Сити», что в значительной степени способствовало развитию региональной экономики.
Округ Кларк является крупным туристическим центром с гостиничным хозяйством на более чем 150 тысяч номеров. Жители долины Лас-Вегас зачастую не делают различий между многими населёнными пунктами округа без местного самоуправления (неинкорпорированными территориями) и городами Лас-Вегас, Северный Лас-Вегас и Хендерсон, называя их одним словом «Лас-Вегас». Всемирно известный гостиничный комплекс «The Las Vegas Strip» с большинством отелей-казино округа, расположен в неинкорпорированной зоне округа и не принадлежит городу и пригородам Лас-Вегаса, однако также называется «Лас-Вегасом».

## География
По данным Бюро переписи населения США округ Кларк имеет общую площадь в 8 091 квадратных миль (20 960 квадратных километров), из которых 20 500 км² занимает земля и 470 км² — вода (2,23 % от общей площади).
Юго-восточная граница округа проходит по реке Колорадо и большей частью по водохранилищу Мид, образованному в результате строительства Плотины Гувера. Зачастую Лас-Вегас неправильно называют долиной. По своей форме Большой Лас-Вегас представляет собой вогнутую чашу, окружённую четырьмя горными хребтами с одной из высочайших точек штата Невада — горой Чарльстон, расположенной на северо-западе и имеющей отметку в 3 632 метра. Остальная территория округа Кларк представляет собой пустыню, основной растительностью которой являются креозотовые кусты.

### Соседние округа
- Линкольн — север
- Най — запад
- Иньо (Калифорния) — юго-запад
- Сан-Бернардино (Калифорния) — юг
- Мохаве (Аризона) — восток

## Демография
По данным переписи населения 2000 года в округе Кларк проживало 1 375 765 человек, 339 623 семей, насчитывалось 512 253 домашних хозяйства и 559 799 единиц сданного жилья. Средняя плотность населения составляла 67 человек на один квадратный километр. Расовый состав округа по данным переписи распределился следующим образом: 61,58 % белых, 10,18 % афроамериканцев, 7,27 азиатов, 0,79 % коренных американцев, 4,20 % смешанных рас и 8,61 % — других народностей. 21,96 % населения составляли выходцы из Испании или стран Латинской Америки.
31,70 % от всего числа зарегистрированных семей имели детей в возрасте до 18 лет, проживающих вместе с родителями, 48,70 % представляли собой супружеские пары, живущие вместе, в 11,80 % семей женщины проживали без мужей, а 33,70 % семей не являлись семьями как таковыми. 24,50 % всех зарегистрированных домашних хозяйств представляли одиночки, при этом 6,70 % составили одиночки старше 65 лет. Средний размер домашнего хозяйства составил 2,65 человека, средний размер семьи — 3,16 человека.
Население округа по возрастному диапазону по данным переписи 2000 года распределилось следующим образом: 25,60 % — жители младше 18 лет, 9,20 % — между 18 и 24 годами, 32,20 % — от 25 до 44 лет, 22,30 % — от 45 до 64 лет, 10,70 % — старше 65 лет. Средний возраст жителей округа при этом составил 34 года. На каждые 100 женщин приходилось 103,50 мужчин, при этом на каждых сто женщин 18 лет и старше также приходилось 102,80 мужчин старше 18 лет.
Средний доход на одно домашнее хозяйство в округе составил 53 536 долларов США в год, а средний доход на одну семью в округе — 59 485 долларов США. При этом мужчины имели средний доход 35 243 долларов США в год против 27 077 долларов США среднегодового дохода у женщин. Доход на душу населения в округе составил 21 785 долларов США в год. 7,90 % от всего числа семей в округе и 10,80 % от всей численности населения находилось на момент переписи населения за чертой бедности, при этом 14,10 % из них были моложе 18 лет и 7,30 % — в возрасте 65 лет и старше.

## Закон и правительство
Правительство округа Кларк работает под управлением Комиссии округа, состоящей из семи членов и избираемых дважды в год по скользящему графику выборов на общий срок в четыре года. Эффективность работы Комиссии выражается в общем для всей политики штата Невада принципе: «Есть только восемь влиятельных политиков — семь членов Комиссии округа Кларк и губернатор штата Невада».
После завершения очередных выборов члены Комиссии избирают своего председателя, а неинкорпорированные города и посёлки округа назначают своих представителей в Комиссии округа, которые не имеют права совещательного голоса и выполняют только консультативные функции.
В городе Лас-Вегас расположено здание правительства округа Кларк, имеющее необычную архитектурную форму и включающее в себя открытый амфитеатр, в котором периодически устраиваются концерты и другие массовые мероприятия. Центральный департамент полиции Лас-Вегаса, образованный в 1973 году в результате объединения Департамента шерифа округа Кларк с Департаментом полиции Лас-Вегаса, является самым крупным правоохранительным органом в округе Кларк. Во главе стоит Шериф округа Кларк, в настоящее время должность занимает Джозеф Ломардо. В ведении полицейского департамента находится центральная тюрьма, обычно называемая «Изолятором округа Кларк», или короткой аббревиатурой CCDC.
В округе функционируют и другие полицейские формирования, находящиеся в Университете штата Невада, Лас-Вегас, школьном округе штата Невада и в городах Хендерсон, Мескит, Боулдер-Сити и Северный Лас-Вегас. Полиция парка округа Кларк несёт ответственность за порядок на территории окружных и некоторых отдельных открытых площадках таких, как Амфитеатр округа, Стрелковая зона округа и Поле для гольфа округа «Дезет Роуз».

## Региональные агентства

### Региональный центр округа по контролю за наводнениями
Региональный центр округа по контролю за наводнениями (англ. Clark County Regional Flood Control District (CCRFCD)) был образован в 1985 году решением Законодательного собрания округа Кларк и призван для решения широкого ряда вопросов, связанных с затоплениями территории округа.

### Школьный округ
Школьный округ Кларк (англ. Clark County School District) — комплекс образовательных учреждений округа, работающий в сфере начального и среднего образования детей и подростков.

### Региональная транспортная комиссия юга Невады
Региональная транспортная комиссия юга Невады (англ. Regional Transportation Commission of Southern Nevada) — агентство, занимающееся деятельностью автобусной системы Лас-Вегаса RTC Transit, а также планированием и координацией работ на большинстве крупных автодорог южной части штата Невада.

### Управление водоснабжением юга Невады
Управления водоснабжением юга Невады (англ. Southern Nevada Water Authority) — межучрежденческое объединение, управляющее распределением водных ресурсов в долине Лас-Вегас.

## Населённые пункты

Карта, показывающая муниципальные и неикорпорированные территории в округе Кларк

### Крупные города
- Боулдер-Сити
- Хендерсон
- Лас-Вегас (столица округа)
- Норт-Лас-Вегас
- Мескит

### Неинкорпорированные территории
- Блю-Даймонд
- Банкервилл
- Кал-Нев-Эри
- Энтерпрайз -213 тыс жителей.
- Индейская резервация Форт-Мохаве (часть)
- Гудспрингс
- Индиан-Спрингс
- Логлин
- Моапа-Таун
- Моапа-Валли
- Маунт-Чарльстон
- Парадайс
- Санди-Валли
- Серчлайт
- Спринг-Валли
- Саммерлин-Саус
- Санрайз-Манор
- Уайтни
- Уинчестер

### Другие поселения
- Арден
- Кактус-Спрингс
- Коттонвуд-Ков
- Глендейл
- Джин
- Логандейл
- Маунтин-Спрингс
- Нельсон также называемый «Нельсон-Лэндинг»
- Овертон
- Примм
- Слон

## Федеральные земли
- Военно-воздушная база Крич
- Национальный заповедник Пустыня (часть)
- Лесной заповедник Гумбольдт-Тойабе (часть)
- Зона отдыха Лейк-Мид (часть)
- Национальный заповедник Моапа-Вэли
- Заповедник дикой природы Маунт-Чарльстон
- Военно-воздушная база Неллис
- Заповедная зона Каньон Ред-Рок
- Заповедная зона Каньон Слон
- Зона отдыха Спринг-Маунтин (часть)
- Лесной заповедник Тойабе (часть)

## Транспорт

### Главные автодороги
- I-15
- I-215
- I-515
- US 93
- US 95
- SR 157
- SR 159
- SR 160
- CC 215

## Игровые зоны

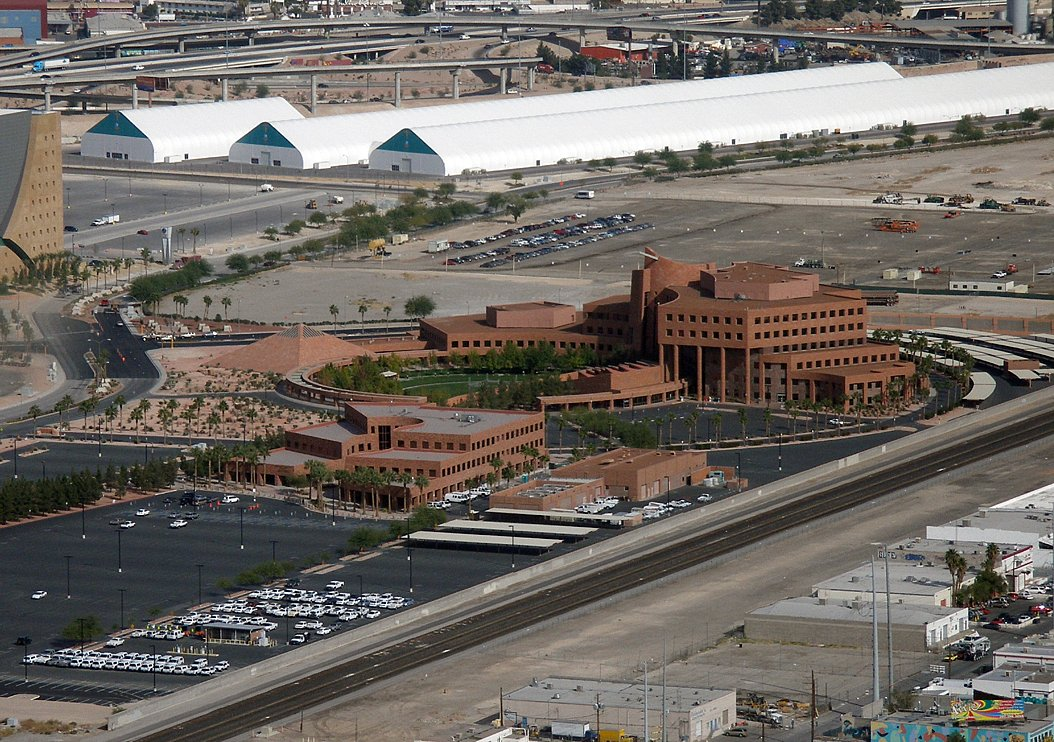
Здание окружного правительства, на заднем плане — временное здание Всемирного торгового центра в Лас-Вегасе. Вид из казино «Стратосфера»

Территория штата Невада разделена на несколько игровых районов (зон). Ниже перечислены игровые зоны, территориально расположенные в округе Кларк.
- Боулдер-Стрип: игровая зона включает в себя 33 казино, крупнейшие из которых Сэмс-Таун, Аризона-Чарли-Боулдер и Мэджик-Стар. В эту же игровую зону включены казино, находящиеся в черте города Хендерсон: Грин-Вэли-Ранч, Сансет-стейшн, Фиеста, Эльдорадо и Джокер-Уайлд.
- Лас-Вегас Даунтаун: игровая зона включает 19 казино.
- Лас-Вегас Стрип: игровая зона состоит из всех казино бульвара Лас-Вегас, начиная с казино Стратосфера в северной части бульвара и заканчивая казино Менделей-Бей в южной его части. В зону Лас-Вегас Стрип входят близлежащие отели-казино Рио, Саут-Пойнт, Хард-Рок, а также Международный аэропорт Лас-Вегаса Маккаран.
- Северный Лас-Вегас: игровая зона содержит 11 казино, наиболее крупные из которых Фиеста, Техас-Стейшн, Джеррис-Наджет и Санта-Фе-Стейшн.
- Логлин: комплекс казино в городе Логлин.
- Мескит: комплекс казино в городе Мескит.
- Остальные зоны округа Кларк: совокупная категория, включающая в себя 66 казино, наиболее крупные из которых Лейк Лас-Вегас, Джейн, Примм, Аризона-Чарли-Декейтер, Голд-Кост, Орлеан, Палмс, Санкост, Рампарт и отель-казино Ред-Рок.